# Campeonato Mundial de Halterofilismo de 2002
O Campeonato Mundial de Halterofilismo de 2002 foi a 72ª edição do campeonato de halterofilismo, organizado pela Federação Internacional de Halterofilismo (FIH). O campeonato ocorreu na Arena COS Torwar, em Varsóvia, na Polónia, entre 18 a 26 de novembro de 2002. Foram disputadas 15 categorias (8 masculino e 7 feminino), com a presença de 285 halterofilistas (170 masculino e 115 feminino) de 54 nacionalidades filiadas à Federação Internacional de Halterofilismo (FIH). Teve como destaque a China com 31 medalhas no total, sendo 17 de ouro.

## Medalhistas

### Masculino
| Evento    | Ouro                         | Ouro     | Prata                          | Prata    | Bronze                        | Bronze   |
| 56 kg     | 56 kg                        | 56 kg    | 56 kg                          | 56 kg    | 56 kg                         | 56 kg    |
| --------- | ---------------------------- | -------- | ------------------------------ | -------- | ----------------------------- | -------- |
| Arranque  | Wu Meijin · China            | 127,5 kg | Yang Chin-yi · Taipé Chinesa   | 125,0 kg | Adrian Jigău · Roménia        | 125,0 kg |
| Arremesso | Wu Meijin · China            | 160,0 kg | Wang Shin-yuan · Taipé Chinesa | 152,5 kg | Yang Chin-yi · Taipé Chinesa  | 152,5 kg |
| Total     | Wu Meijin · China            | 287,5 kg | Yang Chin-yi · Taipé Chinesa   | 277,5 kg | Adrian Jigău · Roménia        | 277,5 kg |
| 62 kg     |                              |          |                                |          |                               |          |
| Arranque  | Le Maosheng · China          | 140,0 kg | Leonidas Sabanis · Grécia      | 140,0 kg | Im Yong-su · Coreia do Norte  | 140,0 kg |
| Arremesso | Im Yong-su · Coreia do Norte | 175,0 kg | Stefan Georgiev · Bulgária     | 172,5 kg | Le Maosheng · China           | 170,0 kg |
| Total     | Im Yong-su · Coreia do Norte | 315,0 kg | Le Maosheng · China            | 310,0 kg | Stefan Georgiev · Bulgária    | 310,0 kg |
| 69 kg     |                              |          |                                |          |                               |          |
| Arranque  | Chen Chufu · China           | 157,5 kg | Zhang Guozheng · China         | 155,0 kg | Youssef Sbai · Tunísia        | 152,5 kg |
| Arremesso | Zhang Guozheng · China       | 192,5 kg | Chen Chufu · China             | 187,5 kg | Mohamed El-Tantawy · Egito    | 187,5 kg |
| Total     | Zhang Guozheng · China       | 347,5 kg | Chen Chufu · China             | 345,0 kg | Youssef Sbai · Tunísia        | 335,0 kg |
| 77 kg     |                              |          |                                |          |                               |          |
| Arranque  | Li Hongli · China            | 172,5 kg | Georgi Markov · Bulgária       | 170,0 kg | Mohammad Hossein Barkhah Irão | 165,0 kg |
| Arremesso | Oleg Perepetchenov · Rússia  | 202,5 kg | Reyhan Arabacıoğlu · Turquia   | 200,0 kg | Georgi Markov · Bulgária      | 200,0 kg |
| Total     | Georgi Markov · Bulgária     | 370,0 kg | Oleg Perepetchenov · Rússia    | 367,5 kg | Mohammad Hossein Barkhah Irão | 365,0 kg |
| 85 kg     |                              |          |                                |          |                               |          |
| Arranque  | Giorgi Asanidze · Geórgia    | 177,5 kg | Ilirjan Suli · Albânia         | 175,0 kg | Ruslan Novikau · Bielorrússia | 172,5 kg |
| Arremesso | Zlatan Vanev · Bulgária      | 217,5 kg | Ruslan Novikau · Bielorrússia  | 207,5 kg | Valeriu Calancea · Roménia    | 207,5 kg |
| Total     | Zlatan Vanev · Bulgária      | 385,0 kg | Giorgi Asanidze · Geórgia      | 385,0 kg | Ruslan Novikau · Bielorrússia | 380,0 kg |
| 94 kg     |                              |          |                                |          |                               |          |
| Arranque  | Oliver Caruso · Alemanha     | 180,0 kg | Nizami Pashayev · Azerbaijão   | 177,5 kg | Milen Dobrev · Bulgária       | 175,0 kg |
| Arremesso | Nizami Pashayev · Azerbaijão | 215,0 kg | Milen Dobrev · Bulgária        | 212,5 kg | Kourosh Bagheri Irão          | 210,0 kg |
| Total     | Nizami Pashayev · Azerbaijão | 392,5 kg | Milen Dobrev · Bulgária        | 387,5 kg | Oliver Caruso · Alemanha      | 387,5 kg |
| 105 kg    |                              |          |                                |          |                               |          |
| Arranque  | Vladimir Smorchkov · Rússia  | 197,5 kg | Marcin Dołęga · Polónia        | 192,5 kg | Denys Hotfrid · Ucrânia       | 190,0 kg |
| Arremesso | Alan Tsagaev · Bulgária      | 232,5 kg | Bünyamin Sudaş · Turquia       | 230,0 kg | Denys Hotfrid · Ucrânia       | 230,0 kg |
| Total     | Denys Hotfrid · Ucrânia      | 420,0 kg | Alan Tsagaev · Bulgária        | 417,5 kg | Vladimir Smorchkov · Rússia   | 417,5 kg |
| +105 kg   |                              |          |                                |          |                               |          |
| Arranque  | Hossein Rezazadeh Irão       | 210,0 kg | Damyan Damyanov · Bulgária     | 205,0 kg | Artem Udachyn · Ucrânia       | 200,0 kg |
| Arremesso | Hossein Rezazadeh Irão       | 263,0 kg | Damyan Damyanov · Bulgária     | 245,0 kg | Paweł Najdek · Polónia        | 240,0 kg |
| Total     | Hossein Rezazadeh Irão       | 472,5 kg | Damyan Damyanov · Bulgária     | 450,0 kg | Artem Udachyn · Ucrânia       | 440,0 kg |

- — RECORDE MUNDIAL

### Feminino
| Evento    | Ouro                          | Ouro     | Prata                         | Prata    | Bronze                          | Bronze   |
| 48 kg     | 48 kg                         | 48 kg    | 48 kg                         | 48 kg    | 48 kg                           | 48 kg    |
| --------- | ----------------------------- | -------- | ----------------------------- | -------- | ------------------------------- | -------- |
| Arranque  | Wang Mingjuan · China         | 92,5 kg  | Nurcan Taylan · Turquia       | 87,5 kg  | Izabela Dragneva · Bulgária     | 82,5 kg  |
| Arremesso | Wang Mingjuan · China         | 115,5 kg | Nurcan Taylan · Turquia       | 105,0 kg | Izabela Dragneva · Bulgária     | 100,0 kg |
| Total     | Wang Mingjuan · China         | 207,5 kg | Nurcan Taylan · Turquia       | 192,5 kg | Izabela Dragneva · Bulgária     | 182,5 kg |
| 53 kg     |                               |          |                               |          |                                 |          |
| Arranque  | Ri Song-hui · Coreia do Norte | 97,5 kg  | Li Xuejiu · China             | 95,0 kg  | Udomporn Polsak · Tailândia     | 95,0 kg  |
| Arremesso | Li Xuejiu · China             | 127,5 kg | Ri Song-hui · Coreia do Norte | 127,5 kg | Udomporn Polsak · Tailândia     | 120,0 kg |
| Total     | Ri Song-hui · Coreia do Norte | 225,0 kg | Li Xuejiu · China             | 222,5 kg | Udomporn Polsak · Tailândia     | 215,0 kg |
| 58 kg     |                               |          |                               |          |                                 |          |
| Arranque  | Song Zhijuan · China          | 105,0 kg | Charikleia Kastritsi · Grécia | 97,5 kg  | Emine Bilgin · Turquia          | 95,0 kg  |
| Arremesso | Song Zhijuan · China          | 125,0 kg | Wandee Kameaim · Tailândia    | 120,0 kg | Maryse Turcotte · Canadá        | 117,5 kg |
| Total     | Song Zhijuan · China          | 230,0 kg | Wandee Kameaim · Tailândia    | 212,5 kg | Charikleia Kastritsi · Grécia   | 210,0 kg |
| 63 kg     |                               |          |                               |          |                                 |          |
| Arranque  | Liu Xia · China               | 107,5 kg | Anastasia Tsakiri · Grécia    | 105,0 kg | Gergana Kirilova · Bulgária     | 102,5 kg |
| Arremesso | Anastasia Tsakiri · Grécia    | 136,0 kg | Liu Xia · China               | 135,0 kg | Gergana Kirilova · Bulgária     | 122,5 kg |
| Total     | Liu Xia · China               | 242,5 kg | Anastasia Tsakiri · Grécia    | 240,0 kg | Gergana Kirilova · Bulgária     | 225,0 kg |
| 69 kg     |                               |          |                               |          |                                 |          |
| Arranque  | Valentina Popova · Rússia     | 115,0 kg | Pawina Thongsuk · Tailândia   | 112,5 kg | Nahla Ramadan · Egito           | 110,0 kg |
| Arremesso | Pawina Thongsuk · Tailândia   | 147,5 kg | Liu Chunhong · China          | 147,5 kg | Valentina Popova · Rússia       | 142,5 kg |
| Total     | Pawina Thongsuk · Tailândia   | 260,0 kg | Valentina Popova · Rússia     | 257,5 kg | Nahla Ramadan · Egito           | 245,0 kg |
| 75 kg     |                               |          |                               |          |                                 |          |
| Arranque  | Svetlana Khabirova · Rússia   | 117,5 kg | Sun Ruiping · China           | 115,0 kg | Ilona Dankó · Hungria           | 107,5 kg |
| Arremesso | Svetlana Khabirova · Rússia   | 145,0 kg | Sun Ruiping · China           | 145,0 kg | Christina Ioannidi · Grécia     | 132,5 kg |
| Total     | Svetlana Khabirova · Rússia   | 262,5 kg | Sun Ruiping · China           | 260,0 kg | Christina Ioannidi · Grécia     | 235,0 kg |
| +75 kg    |                               |          |                               |          |                                 |          |
| Arranque  | Albina Khomich · Rússia       | 132,5 kg | Agata Wróbel · Polónia        | 125,0 kg | Cheryl Haworth · Estados Unidos | 125,0 kg |
| Arremesso | Agata Wróbel · Polónia        | 162,5 kg | Tang Gonghong · China         | 160,0 kg | Cheryl Haworth · Estados Unidos | 152,5 kg |
| Total     | Agata Wróbel · Polónia        | 287,5 kg | Albina Khomich · Rússia       | 282,5 kg | Tang Gonghong · China           | 277,5 kg |

- — RECORDE MUNDIAL

## Quadro de medalhas
Quadro de medalhas no total combinado
| Ordem | País            | Medalha de ouro | Medalha de prata | Medalha de bronze | Total |
| ----- | --------------- | --------------- | ---------------- | ----------------- | ----- |
| 1     | China           | 5               | 4                | 1                 | 10    |
| 2     | Bulgária        | 2               | 3                | 3                 | 8     |
| 3     | Coreia do Norte | 2               | 0                | 0                 | 2     |
| 4     | Rússia          | 1               | 3                | 1                 | 5     |
| 5     | Tailândia       | 1               | 1                | 1                 | 3     |
| 6     | Irão            | 1               | 0                | 1                 | 2     |
| 6     | Ucrânia         | 1               | 0                | 1                 | 2     |
| 8     | Azerbaijão      | 1               | 0                | 0                 | 1     |
| 8     | Polónia         | 1               | 0                | 0                 | 1     |
| 10    | Grécia          | 0               | 1                | 2                 | 3     |
| 11    | Taipé Chinesa   | 0               | 1                | 0                 | 1     |
| 11    | Geórgia         | 0               | 1                | 0                 | 1     |
| 11    | Turquia         | 0               | 1                | 0                 | 1     |
| 14    | Bielorrússia    | 0               | 0                | 1                 | 1     |
| 14    | Egito           | 0               | 0                | 1                 | 1     |
| 14    | Alemanha        | 0               | 0                | 1                 | 1     |
| 14    | Roménia         | 0               | 0                | 1                 | 1     |
| 14    | Tunísia         | 0               | 0                | 1                 | 1     |
| Total | Total           | 15              | 15               | 15                | 45    |

Quadro de medalhas nos levantamentos + total combinado
| Ordem | País            | Medalha de ouro | Medalha de prata | Medalha de bronze | Total |
| ----- | --------------- | --------------- | ---------------- | ----------------- | ----- |
| 1     | China           | 17              | 12               | 2                 | 31    |
| 2     | Rússia          | 7               | 3                | 2                 | 12    |
| 3     | Bulgária        | 4               | 8                | 9                 | 21    |
| 4     | Coreia do Norte | 4               | 1                | 1                 | 6     |
| 5     | Irão            | 3               | 0                | 3                 | 6     |
| 6     | Tailândia       | 2               | 3                | 3                 | 8     |
| 7     | Polónia         | 2               | 2                | 1                 | 5     |
| 8     | Azerbaijão      | 2               | 1                | 0                 | 3     |
| 9     | Grécia          | 1               | 4                | 3                 | 8     |
| 10    | Geórgia         | 1               | 1                | 0                 | 2     |
| 11    | Ucrânia         | 1               | 0                | 4                 | 5     |
| 12    | Alemanha        | 1               | 0                | 1                 | 3     |
| 13    | Turquia         | 0               | 5                | 1                 | 3     |
| 14    | Taipé Chinesa   | 0               | 3                | 1                 | 4     |
| 15    | Bielorrússia    | 0               | 1                | 2                 | 3     |
| 16    | Albânia         | 0               | 1                | 0                 | 1     |
| 17    | Egito           | 0               | 0                | 3                 | 3     |
| 17    | Roménia         | 0               | 0                | 3                 | 3     |
| 19    | Tunísia         | 0               | 0                | 2                 | 2     |
| 19    | Estados Unidos  | 0               | 0                | 2                 | 2     |
| 21    | Canadá          | 0               | 0                | 1                 | 1     |
| 21    | Hungria         | 0               | 0                | 1                 | 1     |
| Total | Total           | 45              | 45               | 45                | 135   |

## Classificação por equipe
| Posição | Equipe   | Pontos |
| ------- | -------- | ------ |
| 1       | China    | 484    |
| 2       | Bulgária | 482    |
| 3       | Turquia  | 410    |
| 4       | Polónia  | 372    |
| 5       | Rússia   | 344    |
| 6       | Ucrânia  | 344    |

| Posição | Equipe   | Pontos |
| ------- | -------- | ------ |
| 1       | China    | 494    |
| 2       | Rússia   | 414    |
| 3       | Hungria  | 322    |
| 4       | Bulgária | 319    |
| 5       | Grécia   | 312    |
| 6       | Ucrânia  | 288    |

## Participantes
Um total de 285 halterofilistas de 54 nacionalidades participaram do evento.
| - Albânia (2) - Argélia (2) - Argentina (1) - Armênia (4) - Austrália (4) - Áustria (2) - Azerbaijão (6) - Bielorrússia (7) - Bulgária (13) - Camarões (1) - Canadá (7) - Chile (1) - China (15) - Taipé Chinesa (7) - Colômbia (5) - Croácia (2) - Chipre (2) - Chéquia (3) | - Dinamarca (1) - Equador (4) - Egito (6) - Finlândia (4) - França (7) - Geórgia (4) - Alemanha (5) - Grã-Bretanha (3) - Grécia (11) - Hong Kong (1) - Hungria (9) - Islândia (1) - Irão (8) - Iraque (2) - Irlanda (1) - Israel (1) - Itália (8) - Japão (12) | - Cazaquistão (7) - Letônia (5) - México (1) - Países Baixos (1) - Coreia do Norte (2) - Noruega (1) - Polónia (14) - Roménia (5) - Rússia (14) - Eslováquia (5) - Espanha (15) - Suécia (2) - Tailândia (3) - Tunísia (1) - Turquia (12) - Turquemenistão (3) - Ucrânia (13) - Estados Unidos (9) |